# 創意總監
創意總監（英語：Creative Director）又稱為創意長、首席创意官，是以創意為主的公司（例如廣告公司）或者藝術團體內的一個職位，其主要負責創意的發想及設計等工作的主持及監督。
創意總監的工作與行銷及產品設計等常有關聯。